# Joe’s Beerhouse

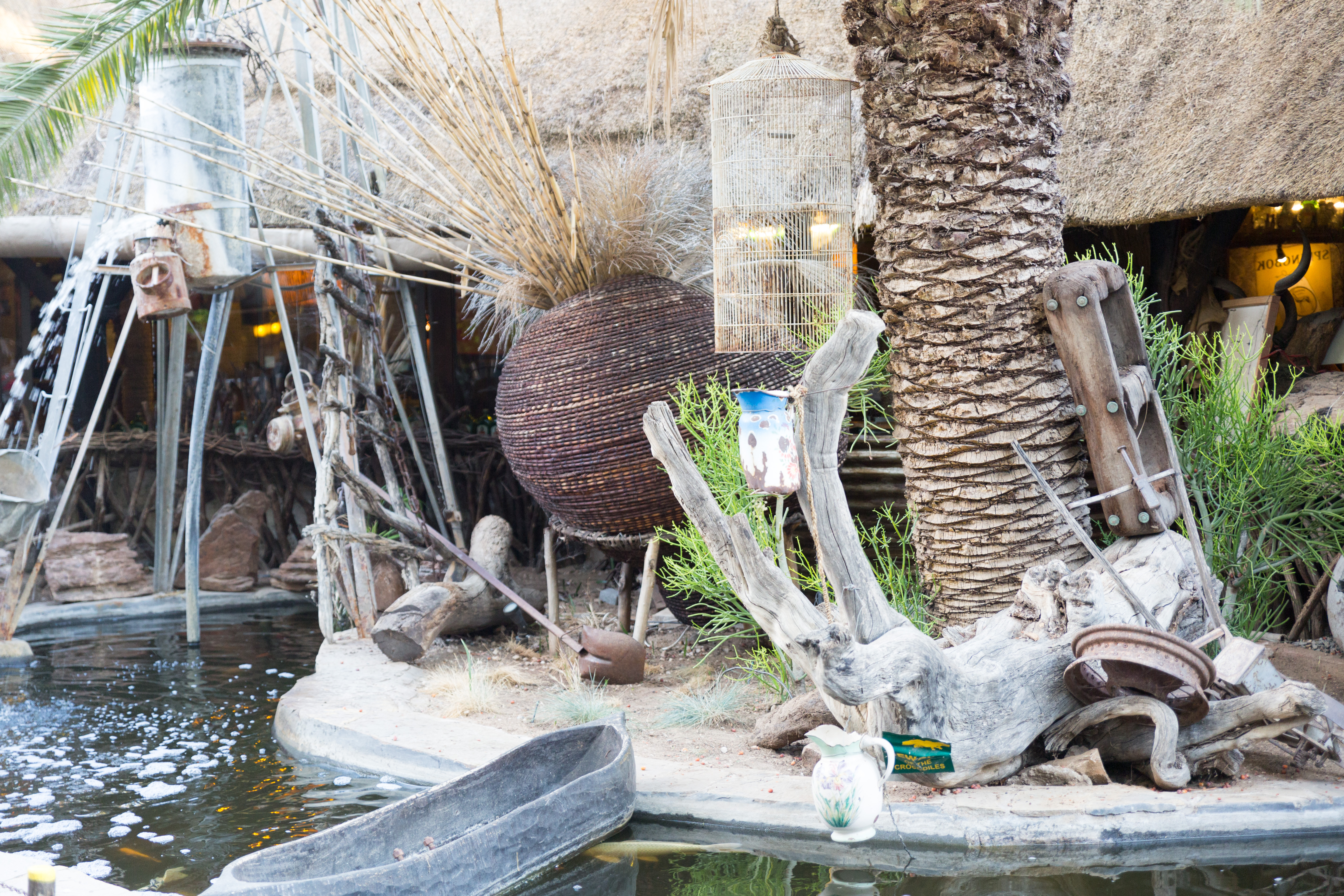
Joe’s Beerhouse (2016)

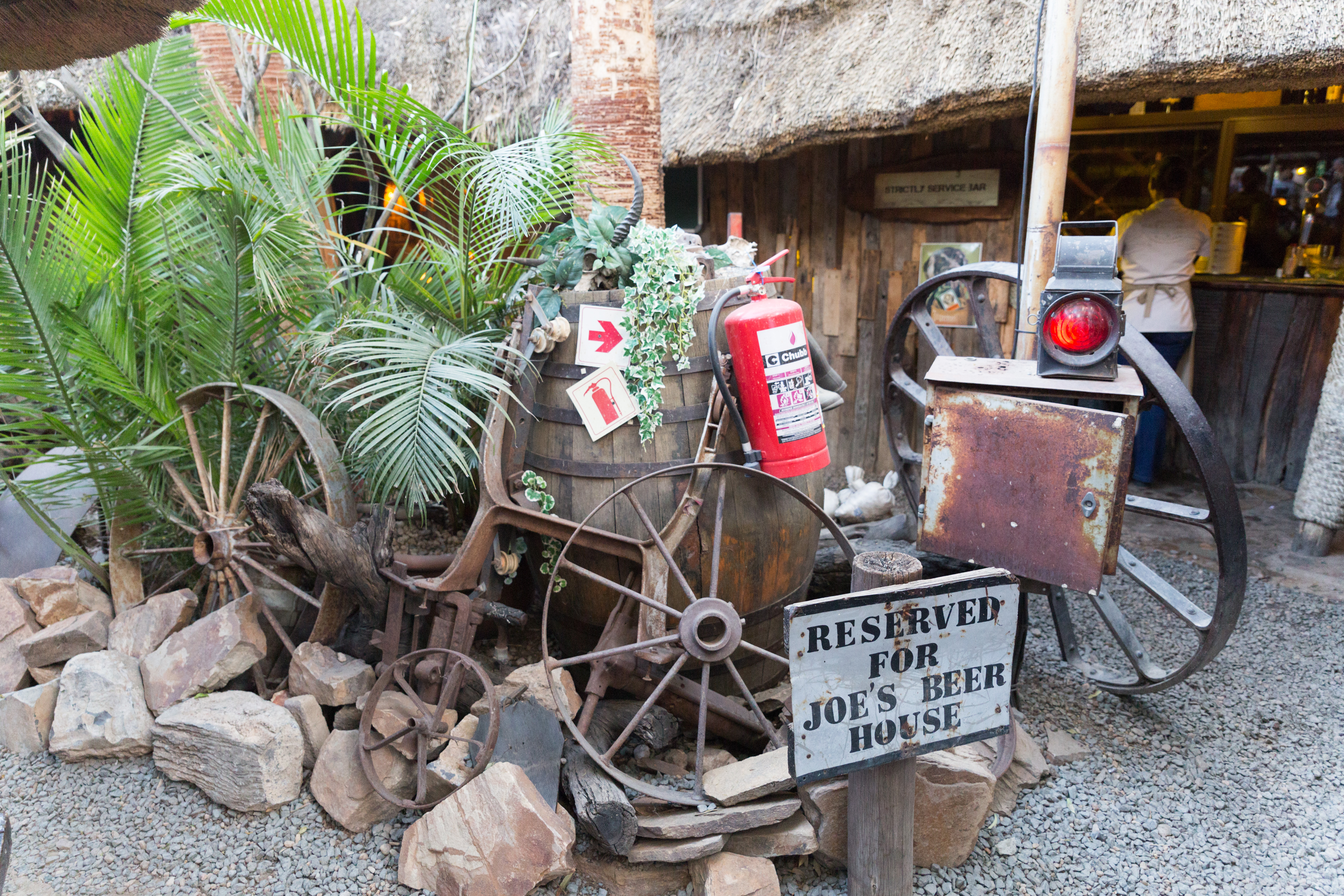
Joe’s Beerhouse (2016)

Joe’s Beerhouse ist ein populäres Restaurant in Windhoek, der Hauptstadt Namibias. Es findet in den meisten Reiseführern zu Namibia, darunter der Verlage Iwanowski, Lonely Planet, DuMont und Marco Polo Erwähnung.
Das Restaurant bietet in rustikaler Atmosphäre seit 1990 gutbürgerliche Küche mit einem Schwerpunkt auf namibischem Wildfleisch von u. a. Zebra, Kudu, Oryxantilopen, Krokodil, Eland und Springbock.
Auf dem Areal gibt es unter anderem drei verschiedene mit Reetdach versehene Bars, einen Weinkeller sowie einen Souvenirladen.

## Geschichte
Joe’s Beerhouse wurde von dem deutschen Chefkoch Joachim „Joe“ Gross im Jahr 1990 gegründet. Gross war 1986 nach Südwestafrika, dem heutigen Namibia, übergesiedelt, um mit einem Geschäftspartner dort das Restaurant Kaiserkrone zu betreiben. Als der Geschäftspartner sich jedoch nach drei Jahren dazu entschloss, nach Deutschland zurückzukehren, musste dieses Restaurant verkauft werden. Gross wollte nun ein eher kleines und gemütliches Restaurant und gründete daraufhin das Joe’s Beerhouse in der Grimmstraße am Nordrand von Windhoek-Central.
Bereits nach zwei Jahren wurde ein Umzug auf ein größeres Areal notwendig. 1992 zog Joe’s Beerhouse in die Independence Avenue um. Knapp 10 Jahre später erfolgte ein erneuter Umzug in die Nelson Mandela Avenue im Stadtteil Eros, dem heutigen (Stand Juni 2022) Standort.
2007 verkauften Joachim und Anette Gross an eine Investmentfirma. Seit Juni 2012 wird Joe’s von neuen Pächtern geführt.